# Tetracidaris
Tetracidaris is een geslacht van uitgestorven zee-egels uit de familie Diplocidaridae uit het Vroeg-Krijt.

## Soorten
- Tetracidaris reynesi Cotteau, 1872 † Vroeg-Neocomien, Frankrijk.
- Tetracidaris kiliani Savin, 1910 † Valanginien, Frankrijk.